# スター・ウォーズ/最後のジェダイ
『スター・ウォーズ／最後のジェダイ』（原題: Star Wars: The Last Jedi）は、2017年のアメリカのスペースオペラ映画。ライアン・ジョンソンが監督・脚本を務め、ルーカスフィルムが製作し、ウォルト・ディズニー・スタジオ・モーション・ピクチャーズが配給する。『フォースの覚醒』（2015年）に続く「スター・ウォーズ」続三部作（シークエル・トリロジー）の2作目であり、「スカイウォーカー・サーガ」の8作目にあたる。

## ストーリー
最高指導者スノークが率いるファースト・オーダーと新共和国のレイア・オーガナ将軍が率いる私設軍隊レジスタンスの戦闘が激化。行方が分からなくなっていた伝説のジェダイ、ルーク・スカイウォーカーが発見され、戦況が好転するかに思われたが、予想以上に攻撃が激しいファースト・オーダーにレジスタンスの戦士たちは押されていた。そんな中、ファースト・オーダーはレジスタンスが拠点を築いていた“惑星ディカー”の秘密基地の位置を突き止め、ファースト・オーダーのハックス将軍が率いるスター・デストロイヤーの大艦隊が急襲する。レジスタンスのパイロットであるポー・ダメロン中佐がXウイングに搭乗し、単機でスター・デストロイヤーの大艦隊の前に立ちはだかり、レジスタンスの艦隊が基地から撤退するための時間を稼ぐ。戦闘中にポーがファースト・オーダーの新兵器“ファースト・オーダー・ドレッドノート”のキャノン砲を破壊する命令を受けたが、ドレッドノートを守るために出撃してきたTIEファイター部隊の攻撃により、ポーが乗っていたXウイングが被弾してしまう。ポーはレイアの「引き返しなさい」という命令を無視してドレッドノートへの攻撃を続行する。相棒のドロイドであるBB-8がXウイングの被弾した部分の修理をするのに手間取るが、間一髪で最後のキャノン砲を破壊し、ドレッドノートの迎撃能力を奪う。この好機に乗じて、レジスタンスの爆撃機“スターフォートレス”が次々とドレッドノートへ接近するが、執拗に迎撃を図るTIEファイター部隊との激戦の末、残り一機になってしまう。だが、残り一機の爆撃機に乗っていた砲手の“ペイジ・ティコ”の命懸けの行動により、ドレッドノートを撃沈することに成功する。その隙にレジスタンスの艦隊と戦闘で生き残った護衛の戦闘機部隊は、ハイパースペースへ逃げ始める。しかし、スター・デストロイヤーの大艦隊を率いるリーダーのハックスは、ファースト・オーダーが開発した新技術“ハイパースペース・トラッキング・ナビゲーション・システム（ワープしても追跡できる技術）”により、彼らがどこへ逃げ込んだのか捉えていた。その頃、スターキラー基地でカイロ・レンと激しい戦いを繰り広げた際に重傷を負い、治療のために医療カプセルの中で眠っていたフィンが目覚め、医療服から薬液を垂れ流しながらも医務室を出て、ポーと再会した。旗艦でレイアに面会したポーは、その独断ぶりを叱責され、中佐から大尉に降格処分を受けた。
一方、スリープモードから復帰したR2-D2とBB-8が完成させた地図を頼りに“水の惑星オク＝トー”の孤島に隠居していた伝説のジェダイ・マスター、ルーク・スカイウォーカーの元へミレニアム・ファルコン号で向かったレイは、“スターキラー基地の戦い”で手に入れたライトセーバーをルークに差し出すが、彼はレイの目の前で無造作に放り投げてしまう。ルークはレイをジェダイにする気が無く無視をするが、レイは諦めずにルークの後に付いていく。ルークからこの孤島に来た理由を尋ねられたレイは、彼の妹であるレイアが率いるレジスタンスとファースト・オーダーの戦いが今なお続いており、レイアがルークの帰りを待っていることを伝えるが、ルークはレイアたちの元へ戻ることを拒否し、レイにこの孤島から去るよう告げる。それでも必死に説得を続けるレイの口から“ファルコン号”の名前を聞いたルークは、かつてファースト・オーダーの前身である帝国軍との戦いで苦楽を共にした友人のチューバッカやR2と再会する。同じく友人のハン・ソロがレンに殺されてしまったことをレイから聞かされショックを受けるが、R2に説得され悩んだ末に、翌日の夜明けからレイの修行を開始する決心をする。翌日、早朝からレイの修行を始めようとしたルークは、まず彼女の中に眠る強いフォースの使い方を訓練した。ルークからフォースの使い方を懸命に学んでいる最中に、レイはフォースの暗黒面に引き込まれそうになり、ルークから「危険なフォースだ。それを君は、跳ね除けようとしなかった……」と恐怖し、ルークは「それを恐れなかったのは、私が訓練していた“一人の弟子”のフォースに良く似ている」とレイに伝える。
一方、ファースト・オーダーを率いるスノークに、父親のソロを自身の手で殺し、まだ心に迷いがあることを指摘され、さらにライトセーバーの剣術が未熟なレイに敗北したことを責められて、その二つの件が原因で怒りが頂点に達し、身に着けていたマスクを自身の手で破壊したレンが乗る“TIEサイレンサー”率いる大部隊が、ハイパースペースを抜けて逃げてきたレジスタンスの艦隊を執拗に追跡してくる。レンが率いるTIEファイター部隊の激しい攻撃により旗艦“ラダス”は一部損傷し、アクバー提督らリーダー陣は全滅。この時の攻撃でレイアも艦外に投げ出されてしまうが、フォースの力によりシールド内の空気のある空間を飛び、艦内へと舞い戻ってくる。昏睡状態となってしまったレイアの代理人として、“アミリン・ホルド提督”がレジスタンスの新たな指揮官として就任する。劣勢を打開するべく、ポーはある作戦を考案する。それは、ファースト・オーダーのスター・デストロイヤーが何度もレジスタンス艦隊を追跡してこれないようにするため、スノークが乗っている巨大な戦艦“メガ・スター・デストロイヤー”の内部にフィンと女性整備士の“ローズ・ティコ”の二人を潜入させ、内部にある追跡装置を一時的に止める作戦だった。しかし自分の作戦をホルド提督に話すと反対されると思い、極秘裏にフィンとローズの二人に提案する。敵艦の内部へ潜入する方法をポー、フィン、ローズの3人で真剣に模索するが、ファースト・オーダーの内部事情に詳しいフィンによると、メガ・スター・デストロイヤーの全面を覆っている防衛シールドの通過コードは、1時間ごとに更新されるようで、3人はさらに頭を悩ます。フィンは、以前世話になった“惑星タコダナ”の酒場の主人マズ・カナタに相談を持ちかけると「“惑星カントニカ”にあるカジノで栄えている町“カント・バイト”に、コードブレイカー（暗号解読者）がいる。そいつを見付けな」との情報を得る。ローズはカント・バイトを知っており「そこは最低な町だわ」と言う。フィン、ローズとBB-8は小型のシャトルに乗り“リゾート都市 カント・バイト”へと向かい、そこで運良くコードブレイカーを発見するが、彼に接触する直前に、急ぐあまりにシャトルをどこに停めればいいかを確かめずに停めた結果、住民からの通報を受けて駆け付けた警察隊によって“無断駐車の罪”で逮捕されてしまう。牢屋内で二人がこれからどうするか議論していたところ、同じ牢屋の中にいた男“DJ”が「俺もコードブレイカーなんだ」と言い、牢屋のロックを簡単に解除してしまう。脱獄した2人は途中で厩舎で働かされてる奴隷の少年・少女たちと出会うが、その中の一人の少年“テミリ・ブラッグ”が警報装置を押そうとした時、ローズは笑顔で彼に「怖がらないで、私たちはレジスタンスよ」と言い、なんとか逃走を果たすことに成功する。
その頃、ルークが見守る中で懸命に訓練を積んでいたレイだったが、修行中にどういうわけか、フォースの力によって遠く離れた場所にいるレンと交信することが出来るようになり、レンとの交信で、過去に自分がルークの弟子として彼のもとで訓練をしていた頃、ルークが自分を暗殺しようとしたこと、レイの両親は既に亡くなっているという衝撃の事実をレンから聞かされる。しかし、レイは秘密裏にレンと交信していた姿をルークに発見されてしまい、ルークは二人の交信を強引にかき消してレイを激しく拒絶するが、レイはルークに「彼はまだ完全に暗黒面に堕ちていない。彼は今も光と闇の道を迷っているの。私なら彼を、もう一度 暗黒面から救い出せるわ！」と言い、途中で修行を終わらせファルコン号でオク＝トーの孤島を飛び去っていった。
その頃、DJが盗んだ武器商人の宇宙船でメガ・スター・デストロイヤーの内部に侵入することに成功し、ファースト・オーダーの制服を調達してあたかも彼らの一員に成りすまして、追跡装置を止めに向かったフィンら3人。ファースト・オーダーのドロイドとはカラーリングが大きく異なるBB-8については偽装として、近くにあった黒い箱を被せて見た目だけはそれらしくするも、この影響で周りを把握しずらくなったBB-8は近くの壁に誤ってぶつかるようになってしまう。そしてこれに、ファースト・オーダーのドロイドであるBB-9Eが気付いたのがきっかけで、追跡装置まであと少しというところでファースト・オーダーのキャプテン・ファズマが率いるストームトルーパー部隊と将校たちに包囲され、3人とBB-8は捕まってしまうが、なぜかDJは早々に拘束を解かれた。実はDJは捕まった直後に自分だけは助かろうと、事前に知り得ていたレジスタンスの作戦をファースト・オーダーの幹部たちに売り渡し、報酬の金、そして自分の無罪放免と引き換えにフィンとローズを裏切るのだった。絶望的な状況の中、切り札であったクローキング装置もファースト・オーダーによって無効化され、脱出用の輸送船が狙い撃ちにされてしまう。
同じ頃、メガ・スター・デストロイヤーの艦内では、単独でレンの説得に出向いたレイが、そこでレンに捕らえられてしまい、スノークが待ち構える“玉座の間”に連れ出されていた。スノークは自分に服従する意思の無いレイを“修行の一環”として、弟子のレンに彼女を処刑するよう命じるが、レイに一種の愛着を覚えていたレンはスノークに従うふりをし、自分のライトセーバーではなく、スノークが座っている椅子の脇に置かれていたレイのライトセーバーを彼に気付かれないようにフォースで起動させ、上半身と下半身を真っ二つに切断してしまう。スノークが殺され、スノークの身辺を護衛していた8人の親衛隊“エリート・プレトリアン・ガード”はレンの反逆を察知し、最高指導者の復讐を果たすためレイとレンに襲い掛かってくるが、レイとレンの二人は共闘し、苦戦しつつも、息の合った連携で8人の親衛隊を全滅させる。戦いが終わった後レンは、レイに「俺と手を組み、二人で銀河を支配しよう」と懇願するが、レイは決別を宣言し船を去っていった。
その頃、ファースト・オーダーのスター・デストロイヤーの激しい攻撃によりレジスタンスの脱出用輸送船が全滅間近となったとき、陽動作戦のため旗艦“ラダス”の艦内に一人で残っていたホルド提督は、“ラダス”の軸先をメガ・スター・デストロイヤーに向け、“ハイパースペース・ジャンプ”によるワープの特攻を敢行、ファースト・オーダーのスター・デストロイヤーは壊滅的な打撃を受ける。この時の大きな衝撃で、火の海となったメガ・スター・デストロイヤーの巨大な格納庫の内部では、フィンはBB-8が操縦する“ファースト・オーダーAT-ST”の支援の下、ファースト・オーダーの元でストームトルーパーとして働いていた頃の直属の上官だったファズマと激しい死闘の末に倒す。格納庫に待機させてあった“スノーク専用のシャトル”を奪いローズ、BB-8と共に崩壊していくメガ・スター・デストロイヤーから脱出する。一方、スノークの遺体を発見したハックスはレンに事情の説明を求めるも、「女（レイ）がスノークを殺した。これからは自分が最高指導者として指揮を執る」と言われて困惑するも、これに腹を立てたレンからフォースの力で首を締め上げられてしまい、スノークに代わる新たな最高指導者になることを渋々認めさせられる。
同じ頃、レジスタンスの脱出用輸送船で昏睡状態から回復したレイアの秘策により、ファースト・オーダーの攻撃から逃れるため、旧反乱軍の放棄された基地がある“石の惑星クレイト”に退避することに決める。自然の岩塩で作られた坑道に立てこもり、援軍を待つ生き残ったレジスタンスの戦士たちだったが、そこへファースト・オーダーの最高指導者となったレンが率いる“AT-M6ウォーカー”部隊が坑道に立てこもる彼らを全滅するために襲撃する。レジスタンスはスキースピーダーで巨大レーザーキャノンを破壊を試みたが、ポーは形成不利と分かり引き返す。フィンは捨て身で破壊しようとし、ポーは「戻れ、これは命令だ」と言うもフィンはそれを聞き入れない。それを止めたのはローズだったが、彼女は瀕死の重症を負った。その頃、ミレニアムファルコンに戻ったレイは下部砲座から援護しTIEファイターを引き付け全滅させた。
基地からの救難信号を送り続けたが希望が潰えた。その中、ルーク・スカイウォーカーが現れ、レイアと短い会話を交わした。ファースト・オーダーの最高指導者となったカイロ・レンと一対一の決闘に挑む中、レイア・オーガナ将軍率いるレジスタンスの戦士達は隙を突いて脱出口へ向かうが、道が塞がっていたところをレイのフォースの力で道が開かれフィン達と再会し、ミレニアムファルコンで脱出した。その頃、レンと戦っていたルークは幻であり、脱出のための時間稼ぎだと判った。ルークは最後の力を使い死去し、肉体はフォースと一体化した。レイとレイアもルークの死を感じた。レジスタンスの再建について問いかけたレイに対しレイアは必要な物は全て揃っていると述べた。その頃、惑星カントニカのカント・バイトで奴隷の少年・少女達はルーク・スカイウォーカーとレジスタンスの活躍の噂を耳にしており、そして奴隷の少年テミリ・ブラックはフォースの感応者だった。彼は夜空に輝く閃光の流れ星を見たのだった。

## キャスト
※括弧内は日本語吹き替え
- レイ - デイジー・リドリー（永宝千晶[5]）
- フィン - ジョン・ボイエガ（杉村憲司）
- ポー・ダメロン - オスカー・アイザック（小松史法）
- カイロ・レン - アダム・ドライバー（津田健次郎）
- 最高指導者スノーク - アンディ・サーキス（壤晴彦）
- ルーク・スカイウォーカー - マーク・ハミル（島田敏[6]）
- レイア・オーガナ - キャリー・フィッシャー（高島雅羅 / 川庄美雪（一部のみ））
- マズ・カナタ（英語版） - ルピタ・ニョンゴ（杉本ゆう）
- ハックス将軍 - ドーナル・グリーソン（川本克彦）
- C-3PO - アンソニー・ダニエルズ（岩崎ひろし）
- キャプテン・ファズマ - グェンドリン・クリスティー（斉藤貴美子）
- ローズ・ティコ（英語版） - ケリー・マリー・トラン（冠野智美）
- ホルド中将（英語版） - ローラ・ダーン（塩田朋子）
- DJ - ベニチオ・デル・トロ（咲野俊介）
- ヨーダ - フランク・オズ（多田野曜平）
- コニックス中尉 - ビリー・ラード（押川チカ）
- チューバッカ - ヨーナス・スオタモ
- ダーシー中佐[7] - アマンダ・ローレンス（磯西真喜）
- R2-D2 - ジミー・ヴィー（英語版）
- BB-8 - ブライアン・ヘーリング＆デイブ・チャップマン
- マスター・コードブレイカー - ジャスティン・セロー（花輪英司）
- チューバッカ・コンサルタント - ピーター・メイヒュー
- アクバー提督 - ティモシー・ローズ（演）＆トム・ケイン（声）（藤本譲）
- ピーヴィー艦長 - エイドリアン・エドモンド
- キャナディ艦長 - マーク・ルイス・ジョーンズ
- Aウイング・パイロットのターリー - ハーマイオニー・コーフィールド
- ペイジ・ティコ - ベロニカ・グゥ
- Xウイング・パイロットのスターク - ノア・セガン
- Xウイング・パイロットのタブズ - ジェイミー・クリストファー
- カイ・スレナリ - ポール・ケイシー
- レジスタンスのモニター - ミカエラ・コール
- レジスタンスのモニター - ジョナサン・ハーデン
- レジスタンスの爆撃手 - ダン・ユーストン
- レジスタンスの医療士官 - プリヤン・バーフォード
- レジスタンスの貨物船パイロット（ノディン・チャヴドゥリ） - ナヴィン・チョードリー
- イーマット将軍 - アンドリュー・ジャック
- レジスタンスの輸送船パイロット（パミッチ・ネロ・グッド） - クリスタル・クラーク
- レジスタンスの艦橋士官（ギラ・アンギラ） - アキ・オモシェビ
- レジスタンスの艦橋士官（イドローゼン・ガワット） - 伊川東吾
- ホルドの一等航海士（ジェノ・ナミト） - ヒュー・スキナー
- ホルドの一等航海士（ノシット・サイサー） - ティム・スティード
- レジスタンスの艦橋責任者 - サイモン・ロー
- 臨時司令センターのレジスタンスパイロット - ジョー・バン・モイランド
- 臨時司令センターのレジスタンスパイロット - ショーナ・マクドナルド
- 輸送船の甲板士官 - ダレン・モーフィット
- ファースト・オーダーの中佐 - ジェラード・モナコ
- ハックスのファースト・オーダーのモニター - ケイト・ディッキー
- ハックスのファースト・オーダーの士官（トリット・オパン） - パトリック・オケイン
- ハックスのファースト・オーダーの士官（ランク・ペイズ） - ポール・バゼリー
- キャナディのファースト・オーダーのモニター（スデイ・バスカス） - オリオン・リー
- キャナディのファースト・オーダーの中佐 - アミラ・ガザラ
- 年配のファースト・オーダー士官（アンシヴ・ガーマス） - ラルフ・アイネソン
- メガ・デストロイヤーのファースト・オーダーのモニター - アクシャイ・クマール
- カイロのシャトルのパイロット（ジョバー・タヴソン） - マイケル・ジブソン
- ドブ・スケイ - マーク・ハミル
- カント警察 - ルーク・ニール
- 看守 - アンディー・ナイマン
- 厩舎の少年（テミリ・ブラッグ） - テミルラン・ブラエフ
- 厩舎の子供（オニホ・ザヤ） - ヨシヤ・オニハ
- 厩舎の子供（アラシェル・サー） - サラ・ヘラー
- 塹壕のレジスタンス軍曹「ソルティ」 - マシュー・シャープ
- パーティーの少女のラヴィー - リリー・コール
- ウォディビン - ワーウィック・デイヴィス
- ニーパース・パンピック - キラン・シャー
- スローウェン・ロー（声） - ジョセフ・ゴードン＝レヴィット
- ナイン・ナン - マイク・クイン（英語版）
- 塹壕のレジスタンス兵士 - ギャレス・エドワーズ
- レジスタンスの撤兵将校 - ジャック・グリーンリーズ
- 医療船の船長 - ダニー・サパニー
- レジスタンス・ボマー・パイロット#1 - ケビン・レイン
- レジスタンス・ボマー・パイロットのティーン - ベン・モリス
- ストームトルーパー - ケンブリッジ公ウィリアム王子、ヘンリー・オブ・ウェールズ王子、トム・ハーディ、ゲイリー・バーロウ
- レジスタンス兵士 - エドガー・ライト、ジョー・コーニッシュ

## スタッフ
- 監督：ライアン・ジョンソン
- 脚本：ライアン・ジョンソン
- 原作：『スター・ウォーズ』(ジョージ・ルーカス)
- 製作：キャスリーン・ケネディ、ラム・バーグマン
- 製作総指揮：J・J・エイブラムス、ジェイソン・マクガトリン、トム・カルノースキー
- 撮影監督：スティーヴ・イェドリン
- 編集：ボブ・ダクセイ（英語版）
- 衣装：マイケル・カプラン（英語版）
- 音楽：ジョン・ウィリアムズ
- 日本語版スタッフ
  - 吹替版演出 - 清水洋史
  - 吹替版翻訳 - 平田勝茂

## 評価

### 興行成績
アメリカとカナダでの公開初週末の興行収入は2億2000万ドルで『フォースの覚醒』の2億4800万ドルをわずかに下回る程度だったが、1月半ばまでには『フォースの覚醒』の半分に満たない水準となり『ローグ・ワン/スター・ウォーズ・ストーリー』をも下回る状態に落ち込んだ。ウォール・ストリート・ジャーナルは低水準の理由として、本作が筋金入りのファンを遠ざける内容だったことを取り上げている。
中国では記録的な不入りとなり、上映を打ち切る劇場が相次いだ。興行収入は4100万ドルで『フォースの覚醒』の3分の1程度であり、『ローグ・ワン』をも41%下回る結果となった。

### 批評家のレビュー
Rotten Tomatoesには349件の評論が寄せられ、支持率が90%、平均評価が8.2/10となっており、「『最後のジェダイ』は若干の驚くべき捻じれを加えながら、サーガの豊かな遺産を守っています。そして、ファンが望む全ての感情とアクションを描いています」と批評されている。CinemaScoreでは「A」評価となっている。Metacriticでは54件のレビューに基き86/100のスコアを与えたが、観客スコアでは緑が2424票、黄色が885票なのに対し、赤は3155票であり低評価が上回る結果となった。一方、一部のファンから「人気キャラクターであるアクバー提督の扱いがひどい」などの批判意見もあり、Rotten Tomatoesの観客スコアは48%で、『スター・ウォーズ/フォースの覚醒』の同スコア88%を下回っている。インターネット署名サイトChange.orgでは一部のファンによって「『スター・ウォーズ』の正史から『エピソード8』を除外させよう」というキャンペーンが行われた。
ブルームバーグは一部ファンが本作をリメークしようとしていると報じた。
Business Insiderがライアン・ジョンソン監督に電話取材をしたところ「批判を受けると傷つくこともあるが、一部のファンが喜んでくれなかったり、Twitterでけなしてきても、根に持たないようにしている」と言う。しかし取材の話とは異なり、Twitterで「クソ野郎どものブロック開始。とてもーーー気持ちいい」と暴言を書き込んだ他、リメイクを呼びかけるファンに挑発的なTweetをしている。
ライアンは本作について「“ああ、僕が間違っていた。もしも時間を戻せるなら、別のことをやったのに”と思えたものはなかったですね。今でも、僕は自分の決断を、すべて心から信じていますよ」と自己評価をしている。
『スター・ウォーズ』シリーズの生みの親であるジョージ・ルーカスは、代理人を通して「Beautifully Made.（見事な出来だ。）」とコメントした。
ローリング・ストーンのピーター・トラヴァースは3.5/4の星を与え、「あなたはハイパースキルを持つジョンソン監督の手の中にあります。『最後のジェダイ』はスカイウォーカーの次の世代に新しい希望を示す新三部作の中間作品であり、最善のランクにあります」と批評している。シカゴ・サンタイムズのリチャード・ローパーも3.5/4の星を与えている。
本作にカメオ出演したジョゼフ・ゴードン＝レヴィットはルーク・スカイウォーカーの扱いについて、「ファンが言うように、あれはルーク・スカイウォーカーではなく、酷いストーリーや大企業の利益優先がもたらした劣化かもしれない」と批判した。性格の改変の試みについては「今回の不完全な人間としての描き方はすごくクールだと思った」と評価している。
ジョージ・ルーカスの元妻でオリジナル3部作の編集者であるマーシア・ルーカスは「ルーク像も崩壊させ、ハン・ソロも殺した。ルーク・スカイウォーカーも殺してしまって、レイア姫はもういない」と続け、「そんな映画を毎年吐き出している」と前作含め本作を酷評した。
マーク・ハミルはライアン・ジョンソンが設定したルーク・スカイウォーカー像について、「僕が演じてきたルークとは違う」「本当にこれが彼らの考えているルークなのか？ 意見が合わないどころじゃない、侮辱されてる」「こうなると、もうルークではなく別人の物語だ」「彼はジェイク・スカイウォーカー」と不満を述べていたが
、後に発言を撤回し、謝罪を表明した。しかし謝罪後もTwitter上でライアンやスタッフに対して皮肉とも取れる発言をしており、「エピソード9はパーフェクトで、誰の子供時代も壊しませんように」と意味深なコメントをしている。一方で制作の動きについては「『スター・ウォーズ』シリーズは“金づる”だから、なんですよ。製作側は絶対にヒットするから作れるだけ、作り続けようと考えるんです。本当に皮肉なものなんですよ」と回答している。
『スター・ウォーズ クローン・ウォーズ』でダース・モール役の声優を務めるサム・ウィットワーは本作に対し「宿題をちゃんとやってこなかった奴が作った映画」「『スター・ウォーズ』を知らないのに、『スター・ウォーズ』を再発明しようなんて、それは無理」「なぜルークが妹（レイア）を助けにいかなかったのか、ちゃんとした議論もなかった」と酷評した。
J・J・エイブラムスのもとで「フォースの覚醒」「スカイウォーカーの夜明け」を制作した関係者からも本作への批判があった。メリアン・ブランドンは本作との作風の落差について「この3部作には一つのビジョンが必要だった」と言及し、アリー・ジョー・マーキーからも「2作目の映画（『最後のジェダイ』）があれほど意識的に、1作目（『フォースの覚醒』）でのストーリーテリングを無かったことにしようとしているのはとても奇妙だった」と整合性の無視を批判している。
グラフィックデザイナーのヴィト・ジェスアルディは「Why Star Wars: The Last Jedi is a Complete Cinematic Failure（『最後のジェダイ』はなぜ映画的に完全な失敗作なのか）」という本作の批判動画をYouTubeに投稿、同動画は800万回以上再生され広告収入で1年分の家賃を超える金額を稼いだという。
Wookieepediaでは今作で初登場したローズ・ティコに対して、アジア系の人間に用いられる蔑称が書き込まれ、差別問題に発展した。
宇多丸はアダム・ドライバーの演技を評価した一方で、本作に対して「1個1個のクオリティーが低すぎる」「（反乱軍は）1から10までバカばっかり」「レイとルークが結局まともな師弟関係を結ばない」、ルーク・スカイウォーカーの扱いの酷さ、フィンたちの無駄な行動、ローズ・ティコやホルド提督などの問題を多数指摘し、本作を酷評した。
同じく漫画家の万乗大智は「『スター・ウォーズ』EP7～9の失敗は脚本が行き当たりばったりだったこと
ルーカスは完全に脚本を仕上げてから作っていたのに」と本作含めシークエル三部作を酷評した。

### 賞歴
第90回アカデミー賞-ノミネート、音響編集賞、録音賞、視覚効果賞

## 関連書籍
| 日本題                                                       | 原題                                            | 著者                                    | 出版社（日本）     | 出版社（本国）                       | 種類               | 発表年月（日本） | 発表年月（本国） |
| ------------------------------------------------------------ | ----------------------------------------------- | --------------------------------------- | ------------------ | ------------------------------------ | ------------------ | ---------------- | ---------------- |
| スター・ウォーズ 最後のジェダイ                              | Star Wars: The Last Jedi: A Junior Novel        | マイケル・コッグ                        | 講談社             | ディズニー・ルーカスフィルム・プレス | ジュニア小説       | 2018年6月29日    | 2018年3月6日     |
| アート・オブ・スター・ウォーズ／最後のジェダイ               | The Art of Star Wars: The Last Jedi             | フィル・スゾタック ライアン・ジョンソン | ヴィレッジブックス | エイブラムス・ブックス               | アートブック       | 2017年12月15日   | 2017年12月15日   |
| スター・ウォーズ 最後のジェダイ ビジュアル・ディクショナリー | Star Wars: The Last Jedi: The Visual Dictionary | パブロ・ヒダルゴ                        | 実業之日本社       | ドーリング・キンダースリー           | レファレンスブック | 2018年1月25日    | 2017年12月15日   |

### ジャーニー・トゥ・最後のジェダイ
| 日本題                                 | 原題                                                                    | 著者                                                                                  | 出版社（日本）     | 出版社（本国）                       | 種類               | 発表年月（日本） | 発表年月（本国）            |
| -------------------------------------- | ----------------------------------------------------------------------- | ------------------------------------------------------------------------------------- | ------------------ | ------------------------------------ | ------------------ | ---------------- | --------------------------- |
| スター・ウォーズ ファズマ              | Phasma                                                                  | デライラ・S・ドーソン                                                                 | ヴィレッジブックス | デル・レイ                           | 小説               | 2017年12月15日   | 2017年9月1日                |
| （未訳）                               | Canto Bight                                                             | サラディン・アフメッド レイ・カーソン シーナン・マグワイア ジョン・ジャクソン・ミラー |                    | デル・レイ                           | 小説               |                  | 2017年12月5日               |
| レイア・オーガナ オルデラーンの王女    | Leia, Princess of Alderaan                                              | クラウディア・グレイ                                                                  | 講談社             | デル・レイ                           | YA小説             | 2018年1月31日    | 2017年9月1日                |
| ルーク・スカイウォーカーの都市伝説     | The Legends of Luke Skywalker                                           | ケン・リュウ                                                                          | 講談社             | ディズニー・ルーカスフィルム・プレス | ジュニア小説       | 2018年1月31日    | 2017年10月31日              |
| （未訳）                               | A Leader Named Leia                                                     | ジェニファー・ヘッドル ブライアン・ルード（絵）                                       |                    | ディズニー・ルーカスフィルム・プレス | 絵本               |                  | 2017年9月1日                |
| （未訳）                               | Star Wars: The Power of the Force                                       | マイケル・シグレイン ブライアン・ルード（絵）                                         |                    | ディズニー・ルーカスフィルム・プレス | 絵本               |                  | 2017年9月1日                |
| （未訳）                               | Star Wars: Tales of the Force                                           | ロン・コイー（絵）                                                                    |                    | ディズニー・ルーカスフィルム・プレス | 絵本               |                  | 2017年9月1日                |
| スター・ウォーズ：キャプテン・ファズマ | Star Wars: Captain Phasma                                               | ケリー・トンプソン（ライター） マルコ・ケケィト（アーティスト）                       | ヴィレッジブックス | マーベル・コミック                   | 漫画               | 2018年1月31日    | 2017年9月6日-2017年10月18日 |
| （未訳）                               | Star Wars Made Easy: A Beginner's Guide to a Galaxy Far, Far Away       | クリスチャン・ブルヴェルト                                                            |                    | ドーリング・キンダースリー           | レファレンスブック |                  | 2017年9月1日                |
| （未訳）                               | Star Wars: Absolutely Everything You Need to Know, Updated and Expanded | アダム・ブレイ コール・ホートン マイケル・コーギー                                    |                    | ドーリング・キンダースリー           | レファレンスブック |                  | 2017年10月3日               |
| （未訳）                               | Stormtroopers: Beyond the Armor                                         | ライダー・ウィンダム アダム・ブレイ ジョン・ボイエガ（序文）                          |                    | ハーパー・デザイン                   | レファレンスブック |                  | 2017年10月24日              |
| （未訳）                               | Star Wars: The Rebel Files – Deluxe Edition                             | ダニエル・ウォーレス ジョー・コロニー（絵）                                           |                    | ベッカー＆メイヤー！                 | レファレンスブック |                  | 2017年11月14日              |